# Wilhelm Pfannenstiel
Wilhelm Pfannenstiel, född 12 februari 1890 i Breslau (nuvarande Wrocław), Tyskland, död 1 november 1982 i Marburg, var en tysk läkare, professor i hygien vid Marburgs universitet samt SS-Standartenführer. 
Pfannenstiel var medlem av NSDAP från 1933 och SS-officer från 1934. I augusti 1942 bevittnade han tillsammans med Kurt Gerstein gasningen av judar i Bełżecs förintelseläger.

## Biografi
Pfannenstiel var son till gynekologen Hermann Johannes Pfannenstiel och Elisabeth Behlendorff, som gifte sig 1889. Han studerade medicin vid universiteten i Oxford, Heidelberg och München. Han gick med i nazistpartiet 1933 efter att Adolf Hitler blivit utnämnd till rikskansler.
Den 11 november 1933 undertecknade Pfannenstiel professorernas åtagande vid tyska universitet och högskolor till Hitler och nationalsocialistiska staten. År 1933 grundade han en lokal avdelning av Gesellschaft für Rassenhygiene i Marburg. Pfannenstiel fick fem barn. En av dem var den senare professorn i medicin och sköldkörtelexperten Peter Pfannenstiel. 

## Karriär och vetenskapligt arbete
Pfannenstiel var medlem i NS-Dozentenbund, NS-Lehrerbund, NS-Ärztebund och NS-Kulturbund. Han arbetade på raspolitiska kontoret och biträdande utbildningschef för SS huvudkontor för ras och vidarebosättning. Som professor i hygien vid universitetet i Marburg ledde han Marburg Deutsche Gesellschaft für Rassenhygiene (Tyska sällskapet för rashygien). År 1935 nominerade han Paul Uhlenhuth till Nobelpriset i medicin för dennes arbete med kemoterapi. År 1937 blev han lektor i flygmedicin och SS-läkare vid den övre delen av Fulda-Werra och 1939 blev han rådgivande hygienist vid SS Sanitätsamt.
Efter invasionen av Polen i början av andra världskriget var han i Marburg tjänstledig 1940 och tjänstgjorde som hygieninspektör i Berlin, där hans uppgifter i den nybildade allmänna regeringen också inkluderade inspektion av koncentrationsläger. Under åren 1942 och 1943 medverkade han i utrotningslägren i Operation Reinhard, bland annat Belzec, där han personligen bevittnade avklädningen av kvinnor och gasningen av ungerska judar i augusti 1942.

### Förintelselägret Belzec
Pfannenstiel besökte tillsammans med Kurt Gerstein förintelselägret Bełżec i augusti 1942 under vilken han bevittnade gasningen av judar från Lwów, en episod som Gerstein inkluderade i den senare kallade Gersteinrapporten och som delvis bekräftas i rapporten från Wehrmacht NCO Wilhelm Cornides. Efter 1941 fick Pfannenstiel rangen av SS-Obersturmbannführer och befordrades till SS-Standartenführer 1944. 
Pfannenstiels oberoende vittnesbörd om vad han bevittnade skilde sig i vissa avseenden från Gersteins men lade ändå till en viss sanningshalt genom att de båda var där den dagen och bevittnade gasningen. Pfannenstiels vittnesmål vid domstolen i Darmstadt den 6 juni 1950 lyder: 
| ” | Medan judarna fördes in, var rummen upplysta med elektriskt ljus och allt förlöpte lugnt. När ljuset släcktes, hördes höga skrik, som successivt dog bort. Så fort allt var lugnt igen öppnades dörrarna och likes fördes ut. De genomsöktes efter guldtänder och staplades därefter i ett dike. | „ |

Pfannenstiel kan också ha varit delaktig i medicinska experiment. SS-Hauptsturmführer (kapten) Sigmund Rascher, en läkare som dömdes för att ha begått krigsförbrytelser i Dachau, skrev till honom om tidigare korrespondens de hade om att använda fångar som mänskliga försökskaniner. Brevet lades fram som bevis vid läkarens rättegång i Nürnberg.
Efter kriget internerades han av amerikanerna fram till 1950. Mellan 1954 och 1959 ledde han vaccinavdelningen på det tyska läkemedelsföretaget Schaper & Brümmer GmbH & Co. Han var då medlem i den tyska föreningen för fokal infektionsforskning.